# Taparella variegata
Taparella variegata är en insektsart som först beskrevs av Schmidt 1904.  Taparella variegata ingår i släktet Taparella och familjen Flatidae. Inga underarter finns listade i Catalogue of Life.